# Hans-Dietrich Fiebig
Hans-Dietrich Fiebig (* 28. September 1938) ist ein deutscher Sportfunktionär.

## Werdegang
Fiebig war Handballspieler und in der DDR-Oberliga im Einsatz. Nach seiner aktiven Laufbahn arbeitete er als Trainer: Später wurde er Vorsitzender der BSG Aufbau Schwedt.
Nach der politischen Wende in der DDR wurde er Leiter des Schulverwaltungs- und Sportamtes in Schwedt. Seit Gründung des Landessportbundes Brandenburg im Jahr 1990 gehört er dem Präsidium an. Er war bis 2003 Vizepräsident für Breitensport und Sportentwicklung. Seit 2003 ist er Präsident.

## Ehrungen
- 2008: Verdienstorden des Landes Brandenburg